# Luigi Pareti
Luigi Pareti, né le 30 mai 1885 à Turin et mort le 8 janvier 1962 à Rome, est un archéologue italien.

## Biographie
Il étudie les lettres et la philosophie à l'Université de Turin. Après avoir assisté à un séminaire de Gaetano De Sanctis, il se spécialise en Histoire ancienne et débute des travaux sur l'histoire des Ptolémées.
Élève de Karl Julius Beloch à l'École d'archéologie de Turin, il obtient en 1912 la chaire d'Histoire antique de l'Institut d'études supérieures de Florence, puis en 1933 il est nommé à la Faculté des lettres de Catane.
Décoré de deux croix de guerre lors de la Première Guerre mondiale, il transforme progressivement l'Institut de Florence en véritable université (1920-1924) et publie de nombreux articles dans la revue Atene e Roma dont il est le directeur. En avril 1926, il prononce la conférence d'introduction du premier Congrès national étrusque et rattache les Étrusques aux cultures palaffites.
Nommé à l'Université de Naples en 1926, il élabore son Histoire de Rome de la Préhistoire à l'Empire de Constantin qui sera publiée en six volumes.

## Travaux
- Ricerche sulla potenza marittima degli Spartani, 1909
- Studi siciliani ed italioti, 1914
- Storia di Sparta arcaica, 1917
- Le Origini etrusche, 1926
- L'Epica e le Origini greche, 1942
- Storia di Roma e del mondo romano, 6 vol., 1952-1961
- Storia della Sicilia antica, 1959